# Heckler & Koch HK417
Heckler & Koch HK417 là một loại súng trường chiến đấu, súng trường thiện xạ và súng trường bắn tỉa được thiết kế và sản xuất bởi công ty Heckler & Koch tại Đức.
HK417 là phiên bản có cỡ nòng lớn hơn của Heckler & Koch HK416, sử dụng loại đạn 7,62 × 51mm NATO. HK417 được thiết kế để sử dụng ở những nơi mà sức công phá, lực hãm và tầm bắn của khẩu HK416 không đủ. HK417 sử dụng gas, có khóa nòng xoay và có khả năng chọn chế độ bắn.
HK417 được sử dụng bởi một số lực lượng vũ trang, lực lượng đặc biệt và các tổ chức cảnh sát trên khắp thế giới, bao gồm Bundeswehr, Bộ chỉ huy Hoạt động Đặc biệt Hoa Kỳ, Quân đội Hoa Kỳ, các lực lượng đặc nhiệm Spetsnaz của Nga như Tổng cục An ninh Liên bang Nga,...

## Thiết kế
HK417 có thiết kế gần giống với HK416, tuy nhiên bộ thu và các bộ phận khác của HK417 đã được mở rộng để phù hợp với loại đạn 7.62×51mm.  
Giống với HK416, HK417 cũng sử dụng cơ chế nạp đạn bằng khí nén và sử dụng hệ thống trích khí ngắn tương tự như khẩu Heckler & Koch G36. 
Nguyên mẫu HK417 ban đầu sử dụng băng đạn 20 viên từ dòng Heckler & Koch G3, không có thiết bị mở chốt giữ. Tuy nhiên, các nguyên mẫu về sau đã chuyển sang dùng băng đạn polyme, có chốt giữ mở. Băng đạn mới là một phiên bản phóng to của băng đạn trong suốt từ khẩu G36, ngoại trừ việc không có chốt để giữ nhiều băng đạn lại với nhau.  

## Mục đích sử dụng
HK417 thường được dùng để bổ trợ cho các loại súng trường tấn công hạng nhẹ, dùng đạn trung gian nhỏ hơn (thường là 5,56 × 45mm NATO) như một khẩu súng trường bắn tỉa. HK417 có tầm bắn hiệu quả, độ chính xác và khả năng xuyên giáp cao, bù lại nó có chi phí đắt hơn, tốc độ bắn thấp và khả năng chứa số lượng đạn ít cả trong băng đạn và hộp chứa băng đạn.